# Bugeat
Bugeat (Bujac en occitan) est une commune française située dans le département de la Corrèze en Limousin, rattachée à la région Nouvelle-Aquitaine. Ses habitants sont appelés les  Bugeacois.

## Géographie
Commune située dans le Massif central et le parc naturel régional de Millevaches en Limousin. Elle est arrosée par la Vézère et deux de ses affluents, la Petite Vézère et le ruisseau des Rochers.

### Localisation
Bugeat est limitrophe de sept autres communes.
Les communes limitrophes sont  Bonnefond, Gourdon-Murat, Pérols-sur-Vézère, Saint-Merd-les-Oussines, Tarnac, Toy-Viam et Viam.

### Climat
Pour des articles plus généraux, voir Climat de la Nouvelle-Aquitaine et Climat de la Corrèze.
Historiquement, la commune est exposée à un climat montagnard.  
En 2020, Météo-France publie une typologie des climats de la France métropolitaine dans laquelle la commune est exposée à un climat de montagne et est dans la région climatique  Ouest et nord-ouest du Massif Central, caractérisée par une pluviométrie annuelle de 900 à 1 500 mm, maximale en automne et en hiver.
Pour la période 1971-2000, la température annuelle moyenne est de 9,2 °C, avec  une amplitude thermique annuelle de 14,4 °C. Le cumul annuel moyen de précipitations est de 1 440 mm, avec 13,9 jours de précipitations en janvier et 8,8 jours en juillet. Pour la période 1991-2020, la température moyenne annuelle observée sur la station météorologique la plus proche, située sur la commune de Peyrelevade à 15 km à vol d'oiseau, est de 9,2 °C et le cumul annuel moyen de précipitations est de 1 338,6 mm,. Pour l'avenir, les paramètres climatiques de la commune estimés pour 2050 selon différents scénarios d’émission de gaz à effet de serre sont consultables sur un site dédié publié par Météo-France en novembre 2022.

## Urbanisme

### Typologie
Au 1er janvier 2024, Bugeat est catégorisée commune rurale à habitat dispersé, selon la nouvelle grille communale de densité à 7 niveaux définie par l'Insee en 2022.
Elle est située hors unité urbaine et hors attraction des villes,.

### Occupation des sols
L'occupation des sols de la commune, telle qu'elle ressort de la base de données européenne d’occupation biophysique des sols Corine Land Cover (CLC), est marquée par l'importance des forêts et milieux semi-naturels (63,2 % en 2018), en diminution par rapport à 1990 (65,9 %). La répartition détaillée en 2018 est la suivante : 
forêts (55,6 %), prairies (26,5 %), milieux à végétation arbustive et/ou herbacée (7,6 %), zones agricoles hétérogènes (5,3 %), zones urbanisées (2,7 %), espaces verts artificialisés, non agricoles (1,4 %), terres arables (0,9 %).
L'évolution de l’occupation des sols de la commune et de ses infrastructures peut être observée sur les différentes représentations cartographiques du territoire : la carte de Cassini (XVIIIe siècle), la carte d'état-major (1820-1866) et les cartes ou photos aériennes de l'IGN pour la période actuelle (1950 à aujourd'hui).

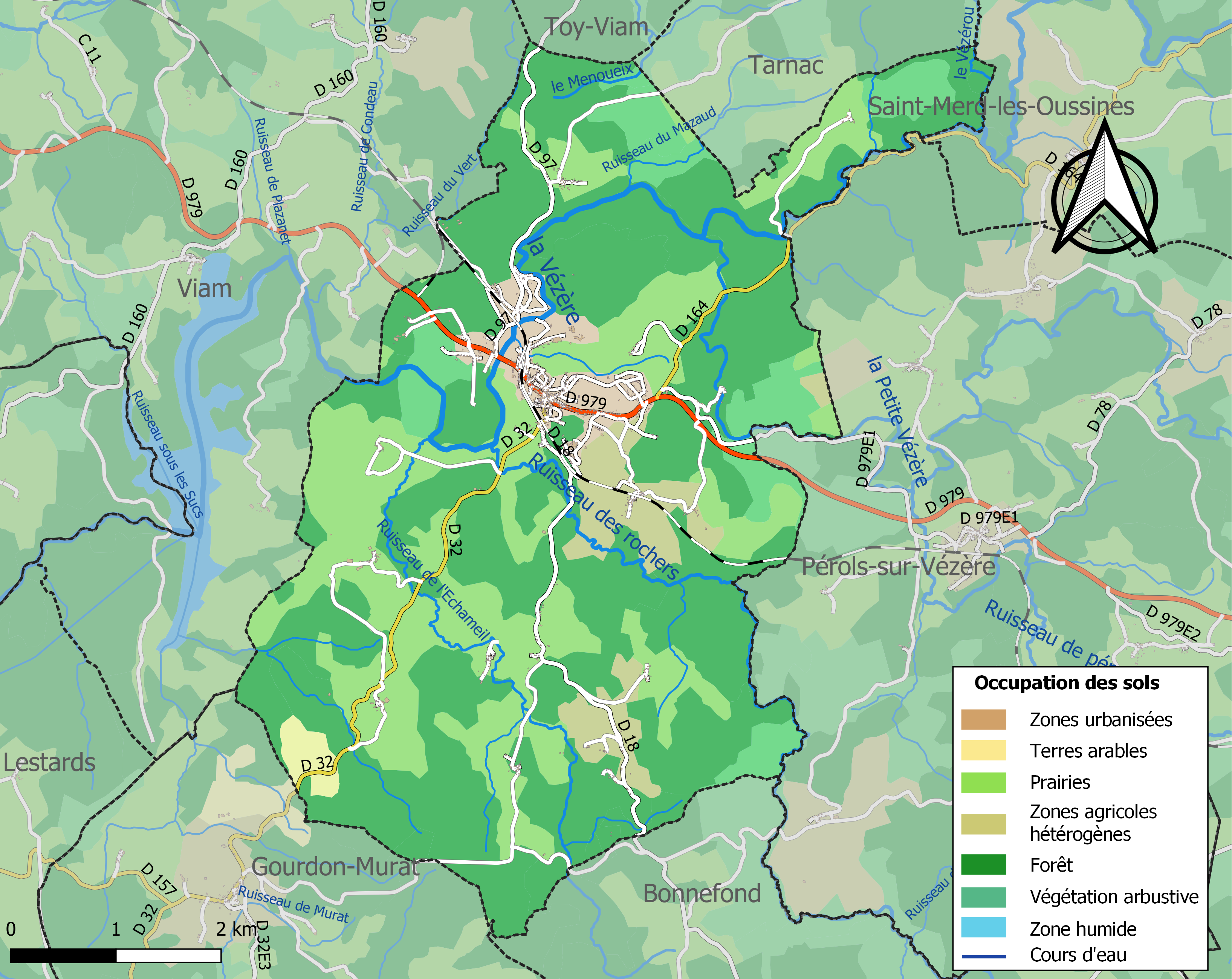
Carte des infrastructures et de l'occupation des sols de la commune en 2018 (CLC).

### Risques majeurs
Le territoire de la commune de Bugeat est vulnérable à différents aléas naturels : météorologiques (tempête, orage, neige, grand froid, canicule ou sécheresse), feux de forêts et séisme (sismicité très faible). Il est également exposé à un risque particulier : le risque de radon. Un site publié par le BRGM permet d'évaluer simplement et rapidement les risques d'un bien localisé soit par son adresse soit par le numéro de sa parcelle.

#### Risques naturels

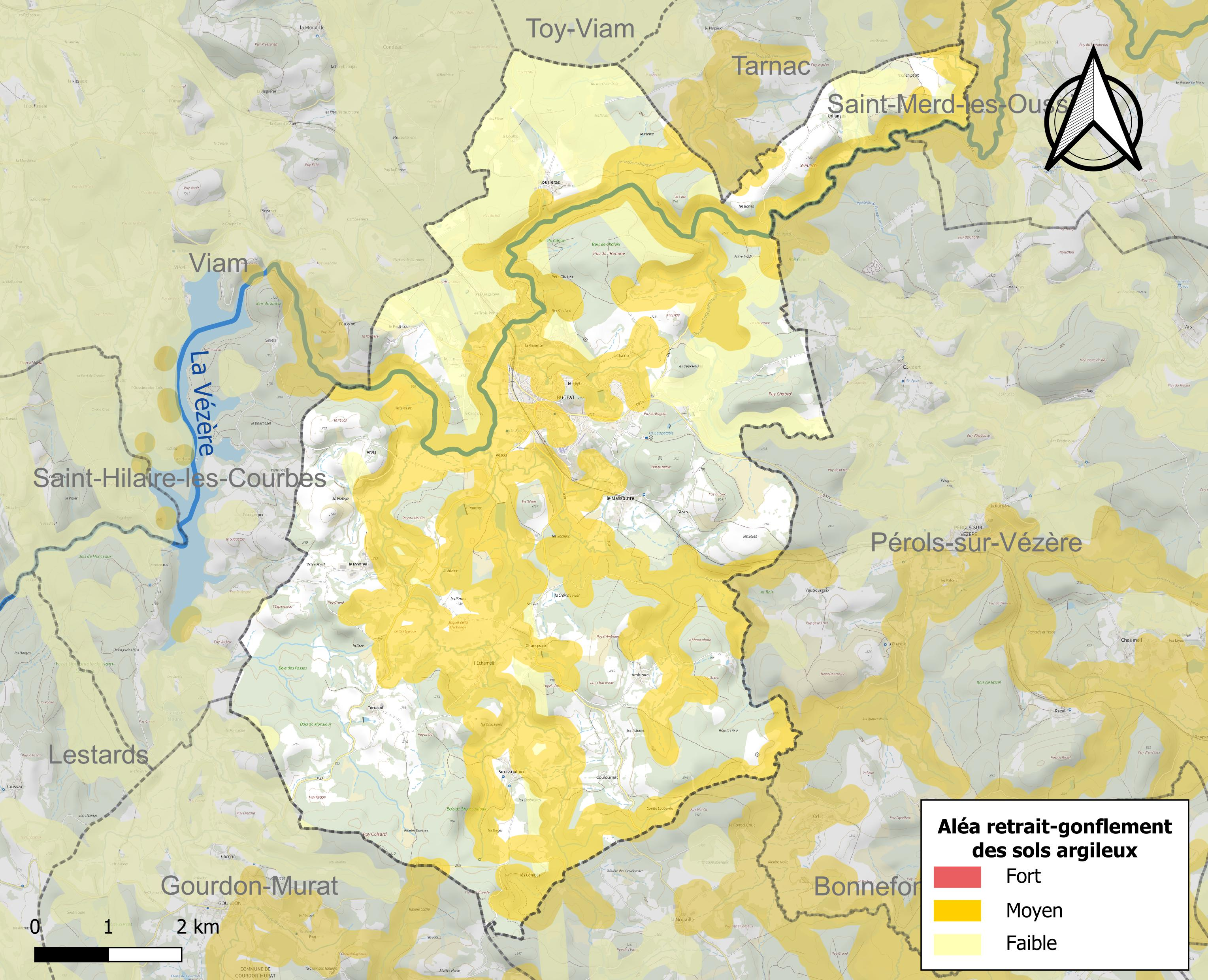
Carte des zones d'aléa retrait-gonflement des sols argileux de Bugeat.

Le retrait-gonflement des sols argileux est susceptible d'engendrer des dommages importants aux bâtiments en cas d’alternance de périodes de sécheresse et de pluie. 41,8 % de la superficie communale est en aléa moyen ou fort (26,8 % au niveau départemental et 48,5 % au niveau national). Sur les 591 bâtiments dénombrés sur la commune en 2019,  301 sont en aléa moyen ou fort, soit 51 %, à comparer aux 36 % au niveau départemental et 54 % au niveau national. Une cartographie de l'exposition du territoire national au retrait gonflement des sols argileux est disponible sur le site du BRGM,.
Concernant les feux de forêt, aucun plan de prévention des risques incendie de forêt (PPRIF) n’a été établi en Corrèze, néanmoins le code de l’urbanisme impose la prise en compte des risques dans les documents d’urbanisme. Le périmètre des servitudes d'utilité publique et des zones d'obligation légale de débroussaillement pour les particuliers est quant à lui défini pour la commune dans une carte dédiée. 

#### Risque particulier
Dans plusieurs parties du territoire national, le radon, accumulé dans certains logements ou autres locaux, peut constituer une source significative d’exposition de la population aux rayonnements ionisants. Certaines communes du département sont concernées par le risque radon à un niveau plus ou moins élevé. Selon la classification de 2018, la commune de Bugeat est classée en zone 3, à savoir zone à potentiel radon significatif. 

## Toponymie
Bugeat est mentionné vers 1107  puis en 1116 sous la forme Buiac. Selon Marcel Villoutreix, il s'agit d'un dérivé formé avec le suffixe gallo-romain -acus sur le nom d'homme gaulois Bugios ou Bugius : « domaine de Bugios ».

## Histoire

### Les siècles de l’Antiquité
Avant la conquête de la Gaule par Rome, la présence humaine à Bugeat est attestée, à la charnière entre Préhistoire et Antiquité, par des tertres, appelé tumuli, comme le tumulus érigé dans le bois de Chaleix ; ces tumuli sont des lieux de sépultures, le plus souvent liés à la civilisation gauloise de La Tène (dans la période de 450 à 50 av. J.-C.) ; ces sépultures sont fréquemment localisées sur des sommets, et elles présentent une forme circulaire de plusieurs mètres de diamètre et de un mètre de hauteur.
Dans les premiers siècles de notre ère se développe la civilisation gallo-romaine, dont la présence à Bugeat se manifeste à travers la villa gallo-romaine dite du « Champ du palais » ; cette construction, d'une superficie de 5 000 m2, celle d’une exploitation agricole, a laissé des vestiges à proximité du Pont des Rochers, sur la route Bugeat-Égletons ; on a retrouvé à cet endroit des murs de fondation, un fragment de colonne, de la céramique, des pièces de monnaie.
Bugeat, à l’époque de la Gaule romaine, est l’exemple de l’une de ces très nombreuses agglomérations secondaires, dénommées « vici », qui, installées le long des routes, souvent à des carrefours, jouaient un rôle essentiel dans les échanges commerciaux ; ces villages concentraient des activités artisanales (métaux, tissus), commerciales (entrepôts, marchés), administratives, religieuses. Il n’y avait pas d’activité agricole au cœur de ces « vici », tel celui de Bugeat, dont le toponyme peut être lu comme « le village de Bugius », avec le nom d’homme latin Bugius, et le suffixe -ac. Des exploitations agricoles, des villas gallo-romaines, se trouvaient à proximité du vicus qu’était Bugeat, comme celle dont on a découvert les substructions, près du bourg, dans le quartier de La Ganette, au lieu-dit La Borie, et comme celle dont les restes se trouvent, à peu de distance du bourg, au lieu-dit « Le Champ du Palais ».

### Le Moyen Âge
Parmi les monuments datant du Moyen Âge, on trouve, à Bugeat, l’église de la paroisse, paroisse placée sous le patronage de saint Pardoux ; une église a existé au XIIe siècle, de style roman, en forme de croix ; cette église romane n’existe plus, et, de cette époque, est restée une cuve baptismale romane, ornées d’arcatures cintrées, surmontées d’une rangée de petits cercles. Cette ancienne église a été remplacée, à la charnière du XIVe siècle et du XVe siècle, par l’église actuelle, de style gothique ; l’édifice présente, sur la façade d’entrée, un clocher-mur, et, à l’intérieur, plusieurs travées, avec, en clef de voûte, des sculptures : une couronne, une rose, un losange.

### Les Temps Modernes duXVIesiècleauXVIIIesiècle
Le XVIIIe siècle est donc un siècle, où, dans certaines périodes, les conditions de vie, à Bugeat, ont pu s’améliorer ; témoigne de cet état économique en progrès les bâtiments édifiés près de Bugeat, à Gioux, en 1749 ; cet édifice, connu sous le nom de « château de Gioux », comporte un corps de logis bâti en pierre de taille de grand appareil en provenance de Pérols-sur-Vézère ; ont également été bâties des dépendances comportant de belles écuries, ce qui manifeste l’intérêt qui existait à cette époque, dans cette région, pour l’élevage équestre.

### L’époque contemporaine de 1789 à 1914
Dans le dernier quart du XIXe siècle, Bugeat a vécu un évènement important : l’arrivée du chemin de fer ; le 8 octobre 1883, le tronçon Eymoutiers-Meymac, appartenant à la ligne de chemin de fer Limoges-Ussel, est inauguré ; la gare de Bugeat témoigne de cette apparition de la commune sur les cartes des routes ferroviaires.

### La Première Guerre mondiale (1914-1918)
La guerre 1914-1918 a marqué, comme cela a été le cas pour toutes les communes françaises, l’histoire de la commune de Bugeat de manière profonde et durable ; le bilan humain du conflit est terrible : 74 soldats de la commune de Bugeat sont morts, soit 6,4 % de la population totale recensée en 1911. Dans la commune, en 1919, soixante hommes mutilés sont recensés en 1919. L’effet du conflit sur la démographie est notable : entre 1911 et 1921, la population de Bugeat a diminué de 5 %, alors que, sur l’ensemble du canton de Bugeat, la population a reculé de plus de 18 % : non seulement la guerre, mais aussi l’exode rural, qui a commencé avant 1914, expliquent ce recul.
La grande majorité des soldats de Bugeat sont enrôlés dans des régiments d’infanterie (R.I.), comme le 100e R.I., le 126e R.I., le 300e R.I. ; ces régiments appartiennent à la 24e division d’infanterie, qui, elle-même, dépend du 12e corps d’armée, qui est le corps d’armée de la région militaire basée à Limoges et dont dépendent les départements de la Charente, de la Corrèze, de la Dordogne et de la Haute-Vienne.
Un grand nombre des 74 soldats qui sont morts dans cette période ont été victimes des combats de la Marne, ainsi que des combats de l’Aisne et de la Somme ; d’autres soldats ont été tués hors de France, comme ce soldat engagé sur le front d’Orient, en Serbie, Marius Jean-Baptiste Manigne, mort le 11 mars 1917 à Leskovets (le village de Leskoets — orthographe actuelle — est aujourd’hui en Macédoine).

### L’entre-deux-guerres: une citadelle communiste
C'est à Bugeat que se réunit le congrès fondateur du Parti communiste (SFIC) en Corrèze, le 30 janvier 1921, un mois seulement après le Congrès de Tours, avec la participation de Félix Lestang. Bugeat et son canton deviennent alors une « citadelle » du communisme, comme le dira encore la presse du Parti en 1959. La commune de Bugeat regroupe deux sections qui réunissent près de 200 adhérents ; Lestang est réélu conseiller général en 1955 avec 94,3 % des suffrages exprimés.
Dans l’entre-deux-guerres arrive à Bugeat l’un des services rendus aux habitants de la commune (ces services qui sont liés aux idées de « progrès » et de « modernité ») : après le train et l’électricité  il s’agit de « l’eau courante sur l’évier » ; c’est en 1923 que l’amenée de l’eau courante est réalisée dans le bourg de Bugeat ; à cette époque le raccordement à « l’eau courante » est réalisé pour certains particuliers du bourg ; en attendant la généralisation des branchements sont installées des bornes fontaines, judicieusement placées pour desservir les différents quartiers du bourg.

### Seconde Guerre mondiale (1939-1945)
En 1944, la Wehrmacht commet des exactions à Bugeat et aux alentours. Le 6 avril, une unité de l'armée allemande fusille quatre juifs à Tarnac. Le même jour, des soldats allemands d'une unité de la division Brehmer fusillent, pour terroriser la population qui protège des résistants, quatre habitants du hameau de l’Echameil, proche de Bugeat.
Toujours le 6 avril, des soldats allemands de cette même division arrêtent, à Bugeat, onze juifs dont un, Chaim Rozen (34 ans), résistant, est assassiné à L'Église-aux-Bois — où il est enterré. Les dix autres sont des femmes et enfants qui seront déportés à Auschwitz-Birkenau, centre de mise à mort, dans le convoi no 72 du 29 avril 1944 ; un seul survécut.
Ce même 29 avril, trois résistants sont torturés puis fusillés au bois de Vergne par des soldats nazis pour avoir refusé de révéler où se trouvait leur camp.
Le 5 mai, la Wehrmacht attaque le groupe Lalet cantonné dans le village abandonné des Bordes de Bonnefond, qui est incendié. Parmi les résistants, deux sont tués au combat, trois sont déportés à Dachau, l'un d'entre eux ne revenant pas de ce camp de la mort.
Le 14 juillet, au cours d'un accrochage avec la brigade Jesser, trois résistants de la 238e compagnie FTPF trouvent la mort à Marcy et six des leurs sont déportés. Avant de partir, les nazis incendient le village.
Dans la nuit du 11 août 1944, les soldats du 3e régiment de parachutistes SAS reprennent contact avec le sol français à Fonfreyde pour lutter contre l'envahisseur nazi aux côtés de leurs camarades des maquis.
Une stèle est érigée à la mémoire de trois résistants déportés de la commune de Gourdon-Murat. Un est arrêté à Paris par les brigades spéciales de Pétain et déporté à Ravensbrück, un autre est déporté à Buchenwald dans les mêmes circonstances, et un qui devait être pendu est finalement déporté à Dachau.

### De la fin des années 1940 à nos jours

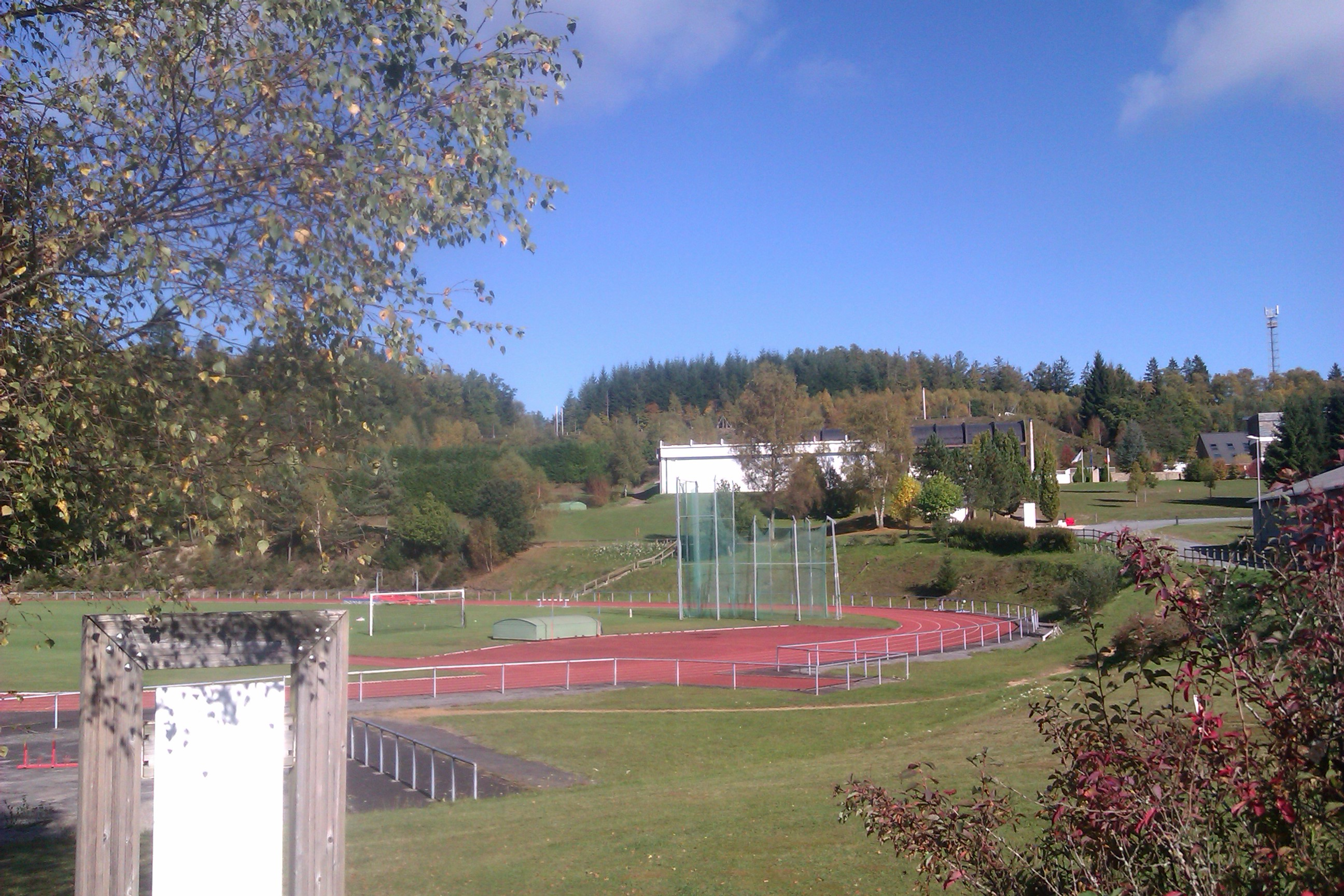
Espace Mille Sources.

Cette époque voit des initiatives prises par des responsables, à plusieurs niveaux, et venus de divers horizons, pour tenter de développer la commune, sur le plan économique ; comme le tourisme apparaît comme l’une des seules chances de développement de Bugeat, les initiatives engagées s’adressent aux différents types de tourisme : tourisme familial (exemple : la « résidence secondaire »), tourisme social (exemple : la colonie de vacances), tourisme sportif (voir ci-après), tourisme « à la carte » (exemple : la randonnée).
Une grande réussite dans ce domaine est liée au tourisme sportif ; il s’agit de la mise en place d’un Centre national d’entraînement de course à pied ; à la suite de sa victoire au marathon de Melbourne en 1956 Alain Mimoun œuvre pour que soit installé un centre d’entraînement à Bugeat, où il s'était préparé pour les Jeux olympiques de Melbourne ; à partir de 1967 des responsables politiques municipaux, départementaux, régionaux, et nationaux prennent des décisions aboutissant à la construction d’un gymnase, près du stade de la Ganette, puis d’un bâtiment pour l’hébergement des athlètes ; c’est ainsi qu’est né le Centre national d’entraînement de Bugeat, connu maintenant sous le nom d’« Espace Mille Sources ».

## Politique et administration

### Découpage territorial
Par arrêté préfectoral du 27 juillet 2023, la commune est retirée le 1er janvier 2024 de l'arrondissement d'Ussel et rattachée à l'arrondissement de Tulle.

### Liste des maires
Maires de Bugeat.

## Démographie
L'évolution du nombre d'habitants est connue à travers les recensements de la population effectués dans la commune depuis 1793. Pour les communes de moins de 10 000 habitants, une enquête de recensement portant sur toute la population est réalisée tous les cinq ans, les populations de référence des années intermédiaires étant quant à elles estimées par interpolation ou extrapolation. Pour la commune, le premier recensement exhaustif entrant dans le cadre du nouveau dispositif a été réalisé en 2007.

En 2022, la commune comptait 741 habitants, en évolution de −9,19 % par rapport à 2016 (Corrèze : −0,59 %, France hors Mayotte : +2,11 %).
| 1793 | 1800 | 1806 | 1821 | 1831 | 1836 | 1841 | 1846  | 1851 |
| ---- | ---- | ---- | ---- | ---- | ---- | ---- | ----- | ---- |
| 585  | 629  | 692  | 736  | 825  | 848  | 922  | 1 011 | 978  |

| 1856 | 1861 | 1866 | 1872 | 1876  | 1881  | 1886  | 1891  | 1896  |
| ---- | ---- | ---- | ---- | ----- | ----- | ----- | ----- | ----- |
| 964  | 947  | 905  | 986  | 1 021 | 1 173 | 1 153 | 1 146 | 1 160 |

| 1901  | 1906  | 1911  | 1921  | 1926  | 1931  | 1936  | 1946  | 1954  |
| ----- | ----- | ----- | ----- | ----- | ----- | ----- | ----- | ----- |
| 1 143 | 1 205 | 1 155 | 1 097 | 1 080 | 1 145 | 1 227 | 1 187 | 1 063 |

| 1962  | 1968  | 1975  | 1982  | 1990  | 1999 | 2006 | 2007 | 2012 |
| ----- | ----- | ----- | ----- | ----- | ---- | ---- | ---- | ---- |
| 1 269 | 1 100 | 1 108 | 1 055 | 1 063 | 996  | 936  | 926  | 860  |

| 2017 | 2022 | - | - | - | - | - | - | - |
| ---- | ---- | - | - | - | - | - | - | - |
| 803  | 741  | - | - | - | - | - | - | - |

## Culture locale et patrimoine

### Lieux et monuments
- Église Saint-Pardoux de Bugeat. Le chœur, la croisée et le transept ont été classés au titre des monuments historiques en 1917[36].
- La ville de Bugeat est connue des sportifs français par son Centre d'entraînement sportif national devenu l'« Espace 1000 Sources Alain-Mimoun » dont  Alain Mimoun, champion français de course de fond et champion olympique du marathon en 1956 est à l'origine . Ce centre sert régulièrement de cadre pour la préparation aux rencontres internationales[réf. souhaitée] pour des sportifs de nombreuses disciplines (rugby, athlétisme, boxe, ping-pong…).
- Villa gallo-romaine du Champ du Palais

#### Monument aux morts

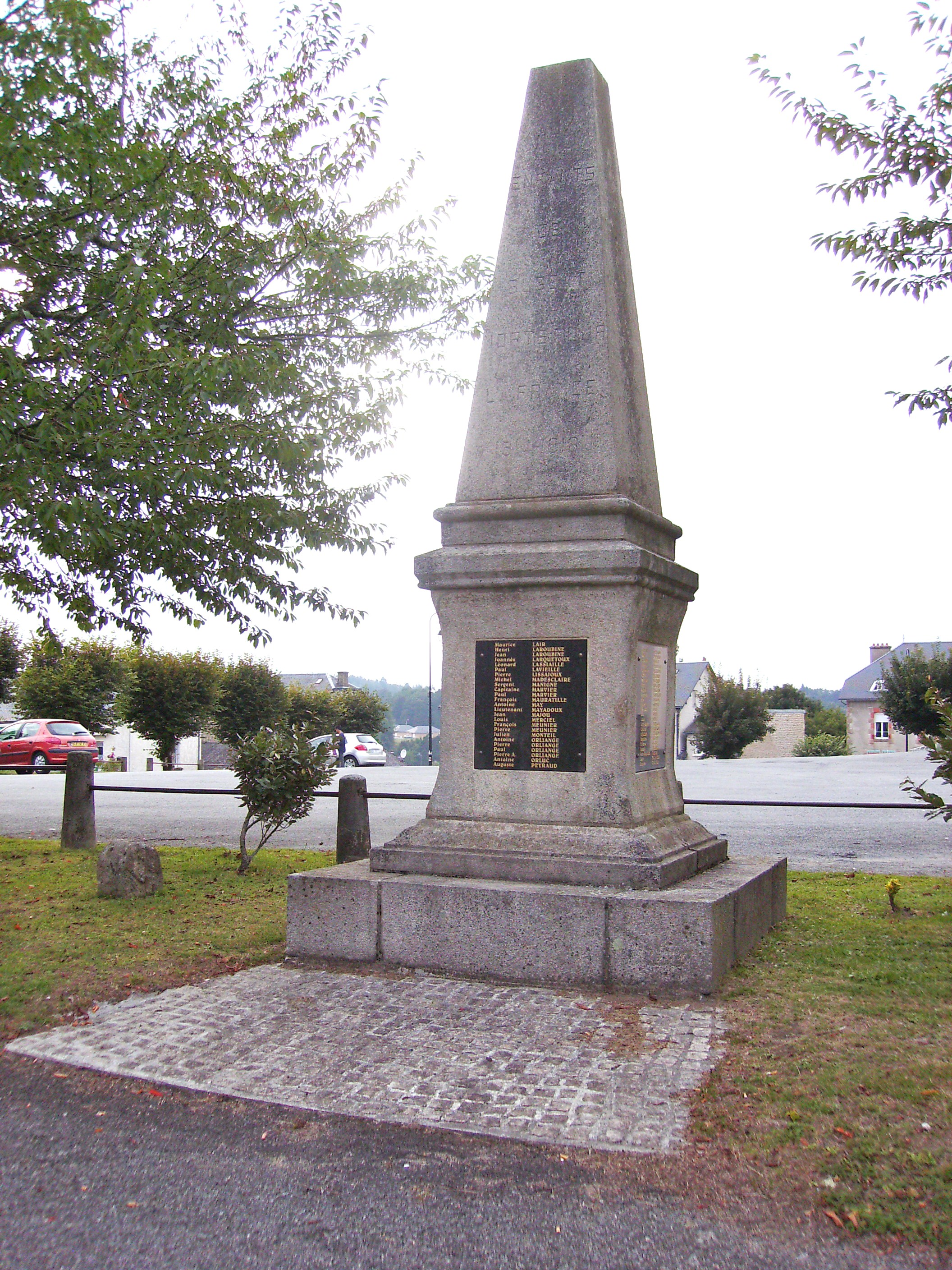
Le monument aux morts de Bugeat.

Le monument, érigé en 1922, présente les noms des soldats de Bugeat morts pendant la Première Guerre mondiale ; le monument a par la suite rendu hommage aux morts de la Seconde Guerre mondiale et de la guerre d’Algérie.
Après l’Armistice du 11 novembre 1918 le conseil municipal de Bugeat adresse un hommage à « nos morts sacrés tombés pour la défense du droit et de la liberté. » Il est décidé, quelques années plus tard, d’édifier un monument aux morts qui puisse témoigner de la reconnaissance publique pour les soldats morts dans les combats. L’adjudication pour le monument aux morts est faite le 18 décembre 1921 au profit de Jean Saintagne et d’Henri Salagnac, maçons demeurant dans le bourg ; le coût de 8 100 francs sera couvert pour partie par une somme affectée par le Conseil municipal (4 000 francs), et, pour le reste, par une souscription publique. Le monument aux morts était initialement installé sur un espace situé devant le grand bâtiment d’habitation qui est connu comme la « Maison des bruyères », espace qui deviendra plus tard la place de la Résistance ; par la suite, le monument a été déplacé au Champ de foire. Le monument, dans sa configuration actuelle, est constitué de blocs de granite taillé.
Le monument à la forme d’un obélisque taillé dans un bloc de granite ; ce granite provient de la carrière d’Ambiaud, située à quelques kilomètres de Bugeat, au sud du bourg.

#### Place de l'Église
Que ce soit sous l’Ancien Régime, au XIXe siècle, ou au XXe siècle, il reste des témoignages de cette vie des siècles passées dans des lieux ou des événements qui sont rattachés à cette place, comme l’église, la mairie, les cafés, les commerces, les marchés, les fêtes.
La place centrale est le lieu où se trouvaient le cimetière ancien et le presbytère, qui n’existent plus aujourd’hui ; c’est aussi le lieu où se trouve l’église, dans son état actuel depuis le XVe siècle, et la mairie-école, qui existe depuis 1911.
Sous l’Ancien Régime étaient pratiquées des inhumations dans les églises, sous les dalles du sol de l’édifice, pour des personnes qui étaient souvent des notables. Ainsi, de 1714 à 1778, il y a eu 95 inhumations dans l’église, à Bugeat. Dans certaines églises il existe des gravures en creux montrant l’effigie d’une personne sur une pierre tombale ; ainsi, à la collégiale Saint-Étienne d'Eymoutiers se trouve une dalle gravée du XVe siècle. La dernière inhumation dans l’église de Bugeat eut lieu en 1778, deux années après la publication de l’ordonnance royale interdisant cette pratique. Le sol de l’église a été refait vers 1950, et des dalles gravées ont été retournées durant ces travaux, dissimulant des gravures ; çà et là, sur le sol de l’église, se trouve, au centre de certaines grandes dalles, un trou qui a été percé et qui permettait de manipuler cette dalle.

##### Le presbytère ancien
À l’endroit où se trouve aujourd’hui la mairie de Bugeat, il y a eu, pendant des décennies, des bâtiments utilisés par les curés de la paroisse : collée contre l’église, l’écurie du presbytère, et, en arrière, le bâtiment où ont résidé les curés, pendant 70 ans. Il y avait, au début du règne de Louis XVI, un presbytère, qui a subi un incendie en 1775 ; un nouveau bâtiment a été édifié en 1840. En 1910, cet édifice est démoli, remplacé en 1911 par le bâtiment de la mairie actuelle. Ce changement est comme le symbole d’un transfert de l’autorité, qui passe du magistère de l’Église à la gouvernance de la République laïque. Le presbytère démoli en 1910 a été édifié en 1840 sur les plans de Charles de Jouvenel. Ce presbytère moderne, ainsi que l’édifice plus ancien, ont servi de résidence aux curés de Bugeat.

##### La mairie, l'école

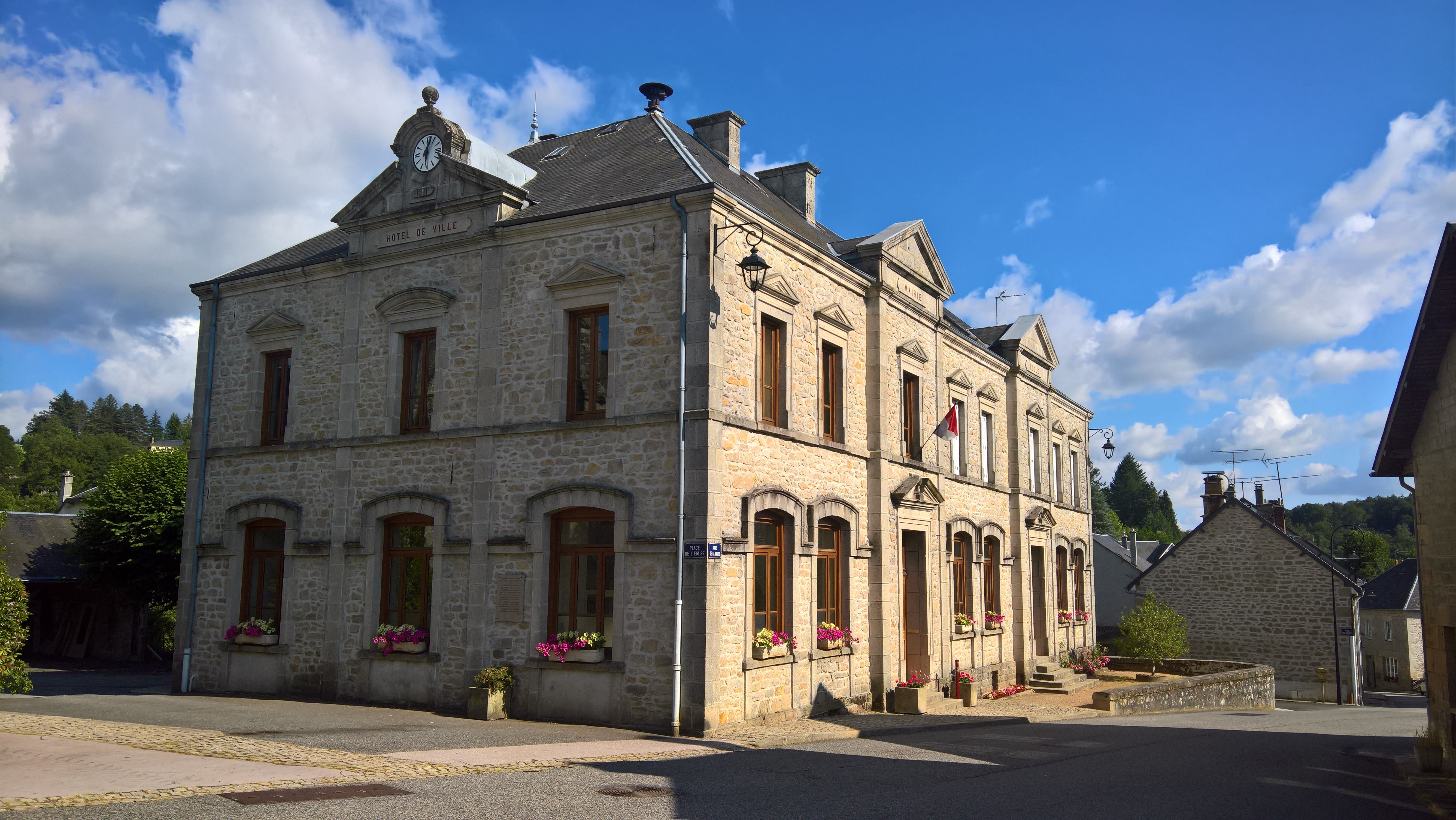
L'hôtel de ville de Bugeat.

La mairie de Bugeat, qui se trouve au cœur du bourg, sur la place principale, est le symbole de la montée en puissance de l’autorité des municipalités tout au long du XIXe siècle ; deux dates illustrent cette évolution ; en 1792, la tenue de l’État civil, assurée jusque-là par l’autorité religieuse, passe aux mains des municipalités ; en 1882, le vote des lois Jules Ferry sur l’école donne aux municipalités un pouvoir accru sur l’organisation de l’instruction publique dans le cadre de l’école gratuite, laïque et obligatoire. La mairie/école de la place de l’Église va symboliser cette évolution. La mairie et l’école de garçons seront installés dans un nouveau bâtiment, ouvert en 1911, et construit tout à côté de l’église. Cet édifice, symboliquement, a remplacé le presbytère.

##### La maison du forgeron-épicier
L’un des maréchaux-ferrants de Bugeat était Léonard Lissandre, né en 1865 à L’Église-aux-Bois ; Lissandre s’illustrera par ailleurs, avec beaucoup de talent, comme sculpteur sur bois ; il ajoutera à son travail de forgeron une activité de commerçant, et le couple Lissandre tiendra une épicerie, place de l’Église. Jusqu’en 1909, année de son décès, Antoine Mazaud a habité au-dessus de cette boutique ; Antoine Mazaud, né en 1830 à Bugeat, a été, à partir de 1860, pendant plus de vingt ans, prêtre missionnaire aux États-Unis, dans l’État du Wisconsin principalement ; il est de retour à Bugeat vers 1885.

##### La boutique du sabotier
Le sabotier de la place de l’Église, à Bugeat, n’est pas le seul, dans les années 1920, à œuvrer dans ce que l’on appelle alors des « industries rurales ». À cette époque, à Bugeat, dans le « Quartier du Centre », on pratique les métiers suivants : bourrelier, charron, cordonnier, forgeron, horloger, maçon, maréchal-ferrant, menuisier, sabotier, tailleur. On verra la plupart de ces métiers disparaître lorsque les modes de vie vont changer radicalement, à partir des années 1960 ; dans les années 1950, il reste à Bugeat, un bourrelier, un charron, deux cordonniers, un horloger, un maréchal-ferrant, deux sabotiers, deux tailleurs. Avec son enseigne, sa devanture, la boutique du sabotier fait partie de la dizaine de commerces présents sur la place de l’Église.

##### La pharmacie du bourg
Il y a, à Bugeat, dans les années 1870, des maisons donnant sur la Grand-Rue, qui est la route de Limoges à Bort, et également sur la place, qui est alors le cimetière. Parmi ces bâtiments, à l’angle de la rue de la mairie, figure l’ancienne écurie Orliange, qui va être remplacée par un bâtiment de deux étages, couvert d’ardoises. Au rez-de-chaussée, s’installe la pharmacie, qui déménage de son emplacement précédent, une ancienne maison du bourg, face à la mairie ; cette nouvelle pharmacie est en place dans les années 1940, avec sa devanture, et avec son enseigne, un caducée. Avant les pharmaciens, il y avait les apothicaires, et l’un d’entre eux, apothicaire dans les années 1720, était Annet Regaudie. Parmi les pharmaciens, l’un d’entre eux a été pharmacien tout à la fin du XIXe siècle, Antoine Bourg, qui a été également maire de Bugeat ; pour le XXe siècle, l’un des pharmaciens a été Henri Léonet, pharmacien à Bugeat à partir des années 1910.

### Personnalités liées à la commune
- Charles Bichet : peintre, professeur aux Arts décoratifs de Limoges, né en 1863 à Paris, et mort en 1929 à Limoges ; Bichet a laissé une œuvre peinte d’une grande originalité, inspirée par les paysages de Crozant, de Châteauponsac, et d’autres lieux du Limousin ; il a également connu Bugeat dont il a représenté les sites dans plusieurs de ses œuvres.
- Jean-Marie Borzeix : journaliste, écrivain, responsable d’institutions culturelles, né en 1941 à Bugeat ; certains de ses ouvrages sont inspirés par Bugeat et sa région, comme son récit Jeudi saint, qui rappelle les événements dramatiques survenus le 6 avril 1944 à Bugeat.
- Georges-Emmanuel Clancier : romancier et poète, né en 1914 à Limoges ; au début des années 1930, le jeune lycéen, malade, interrompt ses études, et, convalescent, il vient goûter le « bon air » de Bugeat ; ses séjours à Bugeat lui inspirent deux nouvelles : La Roue et Tuer.
- André Larquetoux : ingénieur, inventeur d’un procédé de béton sous-marin, né en 1908 à Bugeat, et mort en 2004 à Paris ; il a vécu à Bugeat, et également à Lacelle ; il a beaucoup fait pour la restauration de la citadelle de Belle-Île-en-Mer, en Bretagne.
- Félix Lestang : paysan et négociant forestier, maire communiste de Bugeat de 1932 à 1959, conseiller général de 1937 à 1961[24], président du conseil général de la Corrèze en 1945[41].
- Antoine Mazaud : cultivateur habitant le hameau de Mouriéras, il aurait rencontré le 10 septembre 1954, à la nuit tombante, un être casqué qui lui a donné l'accolade sans dire un mot[42], avant de s'envoler à bord d'un objet en forme de cigare qui s'est éloigné en direction de Limoges. Mesurant quelques mètres, l'engin a émis une sorte de bourdonnement de ruche et il est passé sous une ligne à haute tension[43],[44].
- Bernard Mazaud : plasticien, né en 1923 à Paris ; il vit et travaille à Mouriéras, hameau de Bugeat ; il expose depuis 1972, et ses pièces et installations figurent dans les collections publiques et privées.
- Marcel Merguiller : peintre, né en 1892 à Limoges, et mort en 1981 à Bugeat ; élève de Charles Bichet, il pratique la peinture en amateur, et il parcourt avec son maître la région de Bugeat, ainsi que d’autres sites du plateau de Millevaches ; il laisse des dessins, ainsi que des peintures, dont certaines sont à la maison de retraite de Bugeat, où il a vécu ses derniers jours.
- Richard Millet : écrivain, né à Viam en 1953 ; Millet évoque, dans son œuvre, son pays natal, en faisant de la région de Viam et de Bugeat le cadre de plusieurs de ses romans : La Gloire des Pythre, L'Amour des trois sœurs Piale, Lauve le pur.
- Alain Mimoun : coureur de fond, champion olympique, né en 1921 à Telagh, en Algérie française, et mort le 27 juin 2013 à Saint-Mandé, dans le Val-de-Marne ; il s’entraîne à Bugeat dès les années 1950 ; dans les années 1960, il est à l'origine de la création du Centre d'entraînement sportif national de Bugeat (devenu l'« Espace 1000 Sources Alain-Mimoun »).
- Xavier Patier : écrivain, haut fonctionnaire, né à Brive en 1958 ; Patier situe l'action de l'un de ses récits, La Foire aux célibataires, dans les campagnes situées à l'est de Bugeat, et dans un hameau qu'il dénomme « Couderc ».
- Henri Troyat : écrivain, membre de l'Académie française, né à Moscou en 1911 et mort à Paris en 2007 ; dans son ouvrage Les Semailles et les Moissons l'écrivain, nourri des souvenirs de son épouse et de sa famille originaires de Bugeat, situe des épisodes de son roman à Bugeat, dont il a changé le nom, le bourg de son récit s’appelant La Chapelle-au-Bois.

### Héraldique
| Blason | Blasonnement : Gironné d'or et d'azur de huit pièces à la croix de Malte d'argent brochant sur la partition, au chef de gueules chargé d'un sapin d'argent accosté de deux abeilles volant d'or. |